# سیارک ۵۸۶۵
سیارک ۵۸۶۵ (به انگلیسی: 5865 Qualytemocrina، نامگذاری:1984QQ) پنج هزار و هشتصد و شصت و پنجمین سیارک کشف شده‌است که در ۳۱ اوت ۱۹۸۴ کشف شد.
قدر مطلق سیارک برابر ۱۳٫۶۰ است.